# 灵山站 (南京市)
灵山站位于中华人民共和国江苏省南京市江宁区龙灵路麒麟高架桥旁，以附近村落灵山根命名，紧邻灵山大厦，是南京地铁4号线的地铁车站。未来8号线将经过本站。

## 车站结构

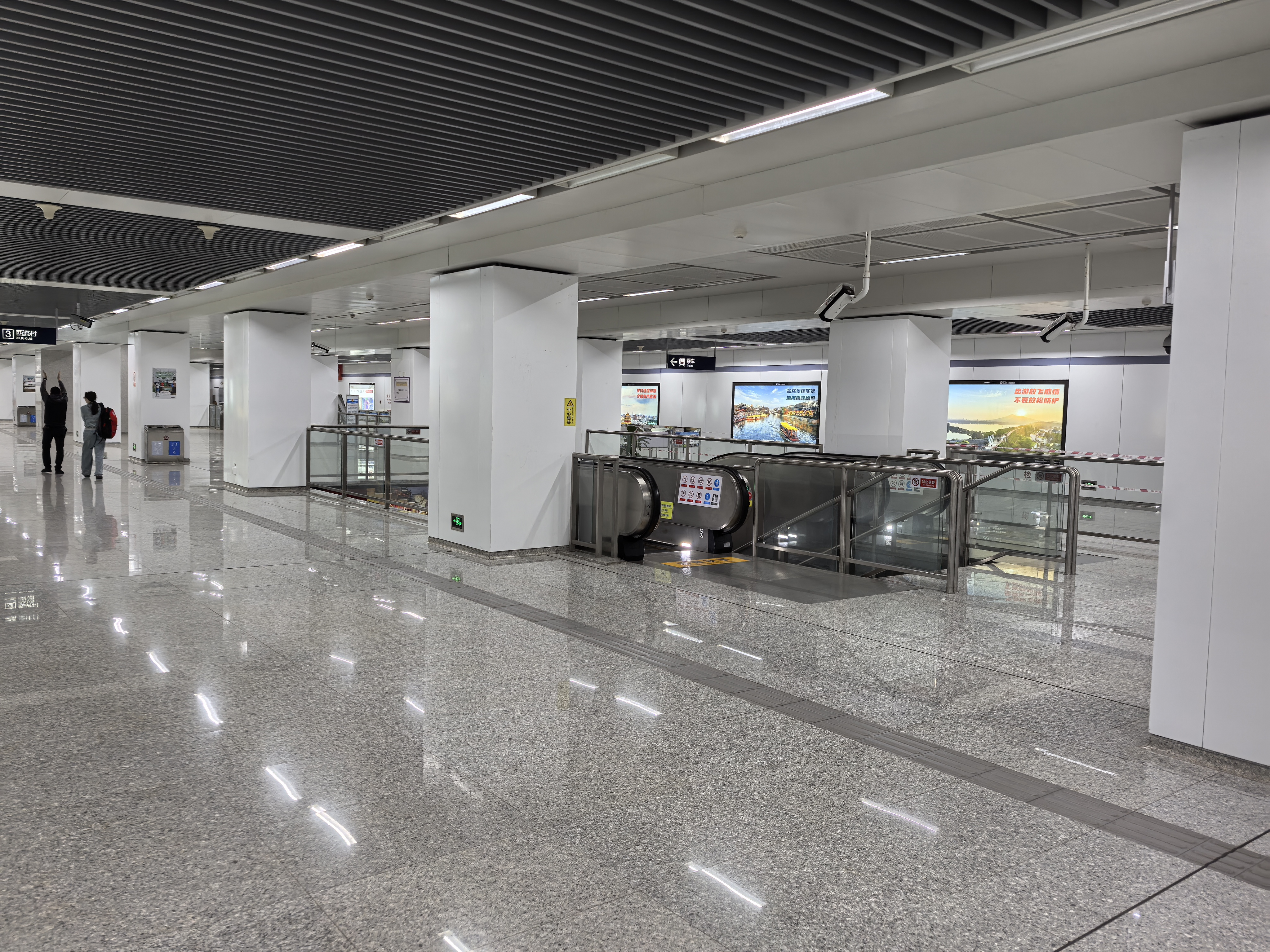
站厅
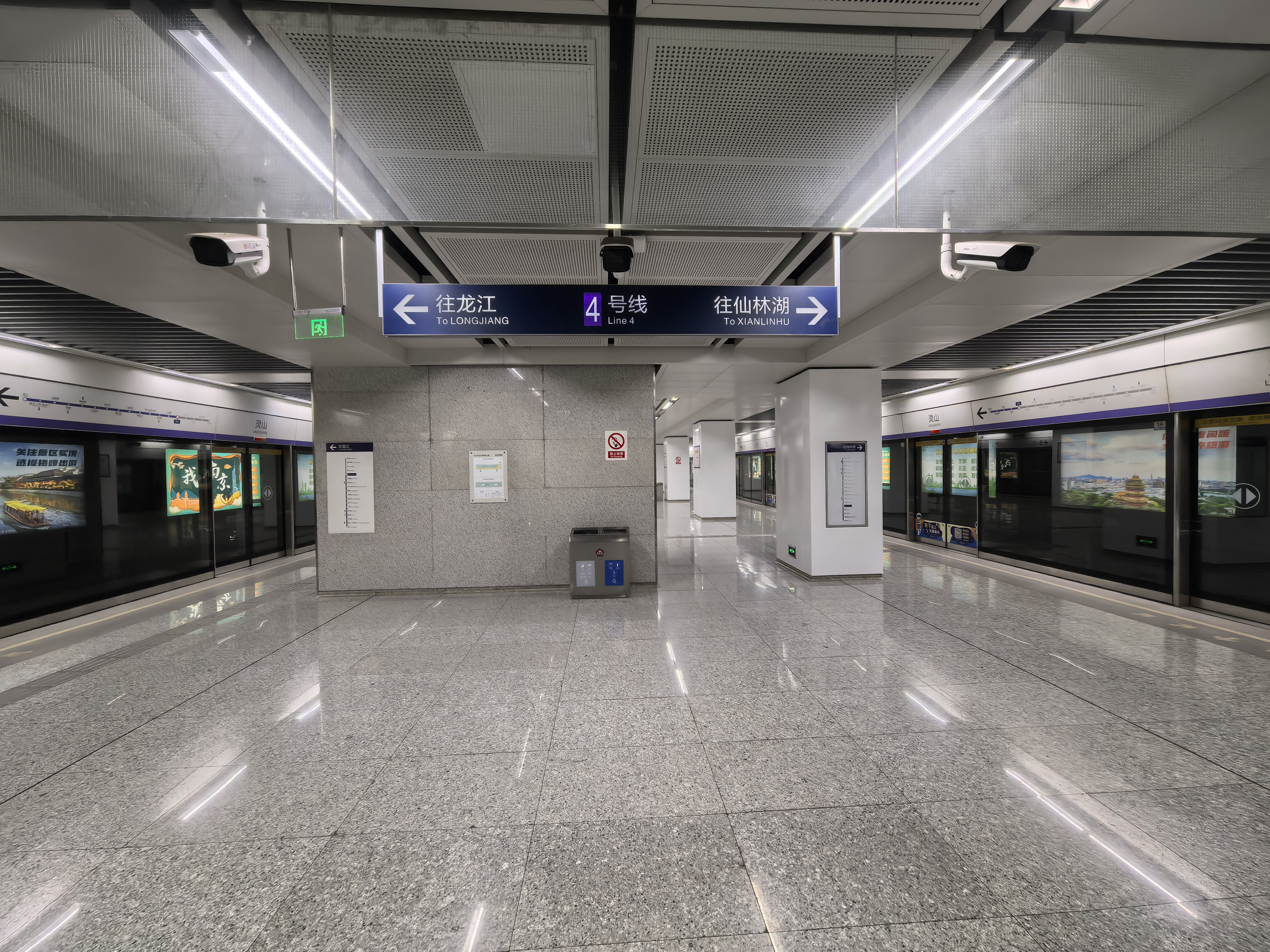
站台
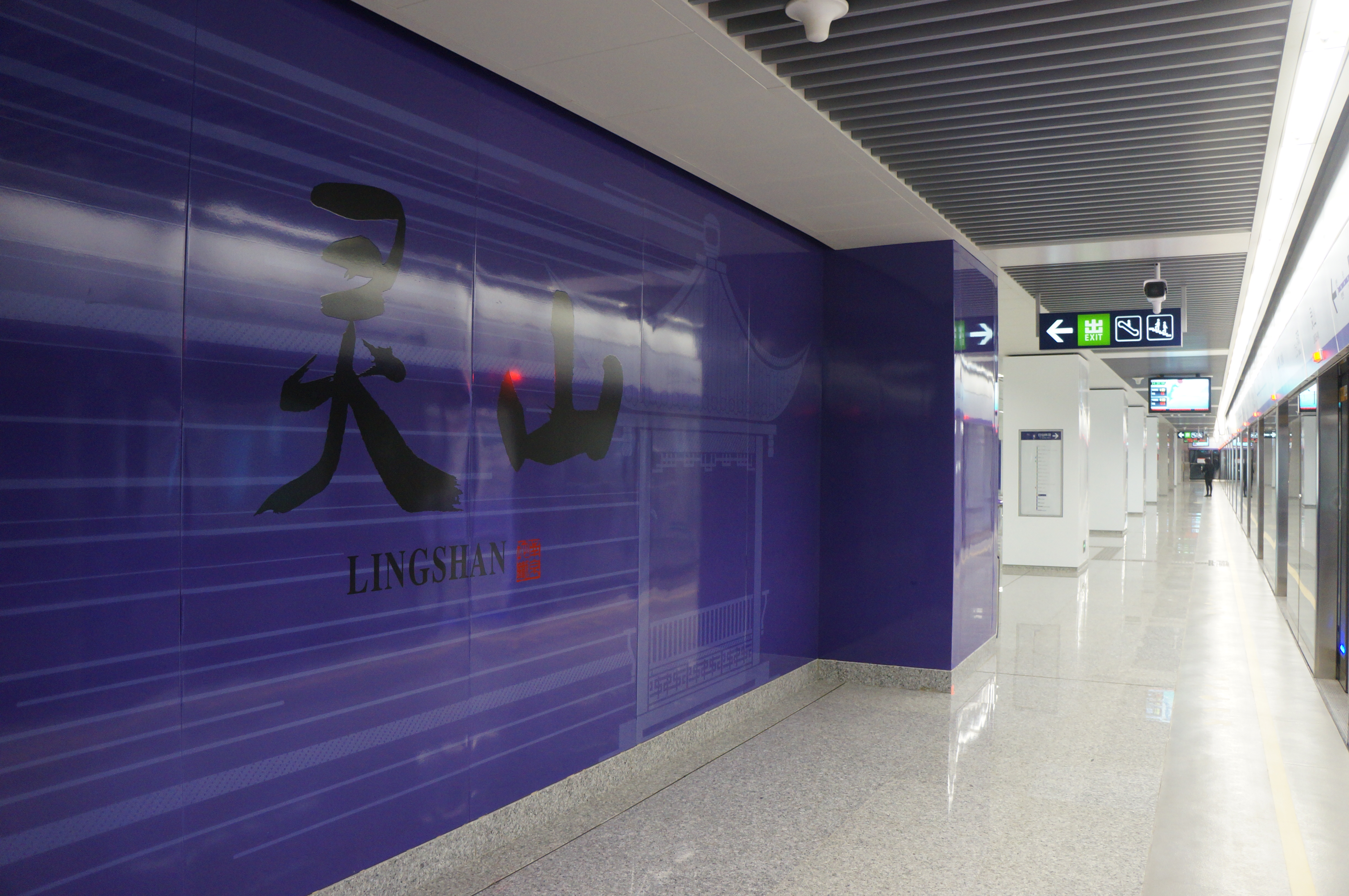
大字壁

### 楼层分布
灵山站为地下3层岛式站台结构。
| 地面 |                    | 出入口                                   |  |  |
| -1层 | 站厅               | 安检通道、检票口、自动售票机、金陵通服务 |  |  |
| -2层 | 设备层             | 地铁、车站相关设备                       |  |  |
| -3层 |                    | █ 4号线 往龙江（汇通路）                 |  |  |
|      | 岛式站台，左侧开门 |                                          |  |  |
|      |                    | █ 4号线 往仙林湖（东流）                 |  |  |

### 站厅
灵山站厅位于地下一层，呈东西向布置，提供进出站、售票、充值等服务。付费区位于车站站厅靠南侧，被非付费区半包围。入口位于靠近2号口的区域，设有安检设备和进站闸机。

### 站台
灵山站站台层位于地下三層，呈东西向布置，设有一个岛式站台，供南京地铁4号线列车停靠。站台上设有直梯、候车座椅和卫生间等设施。

## 出口
灵山站规划有3个出口，目前仅开放两个出口：1号口和2号口，3号口暂时封闭中。其中2号口有通往南京地铁灵山控制中心的员工通道。
| 出口编号               | 照片 | 出口指示 |
| ---------------------- | ---- | -------- |
| 出口 · 1L              |      | 灵山根   |
| 出口 · 2L · 升降机标志 |      | 高井     |
| 出口 · 3L              |      | 西流村   |
| 註： 設有              |      |          |

## 利用状况

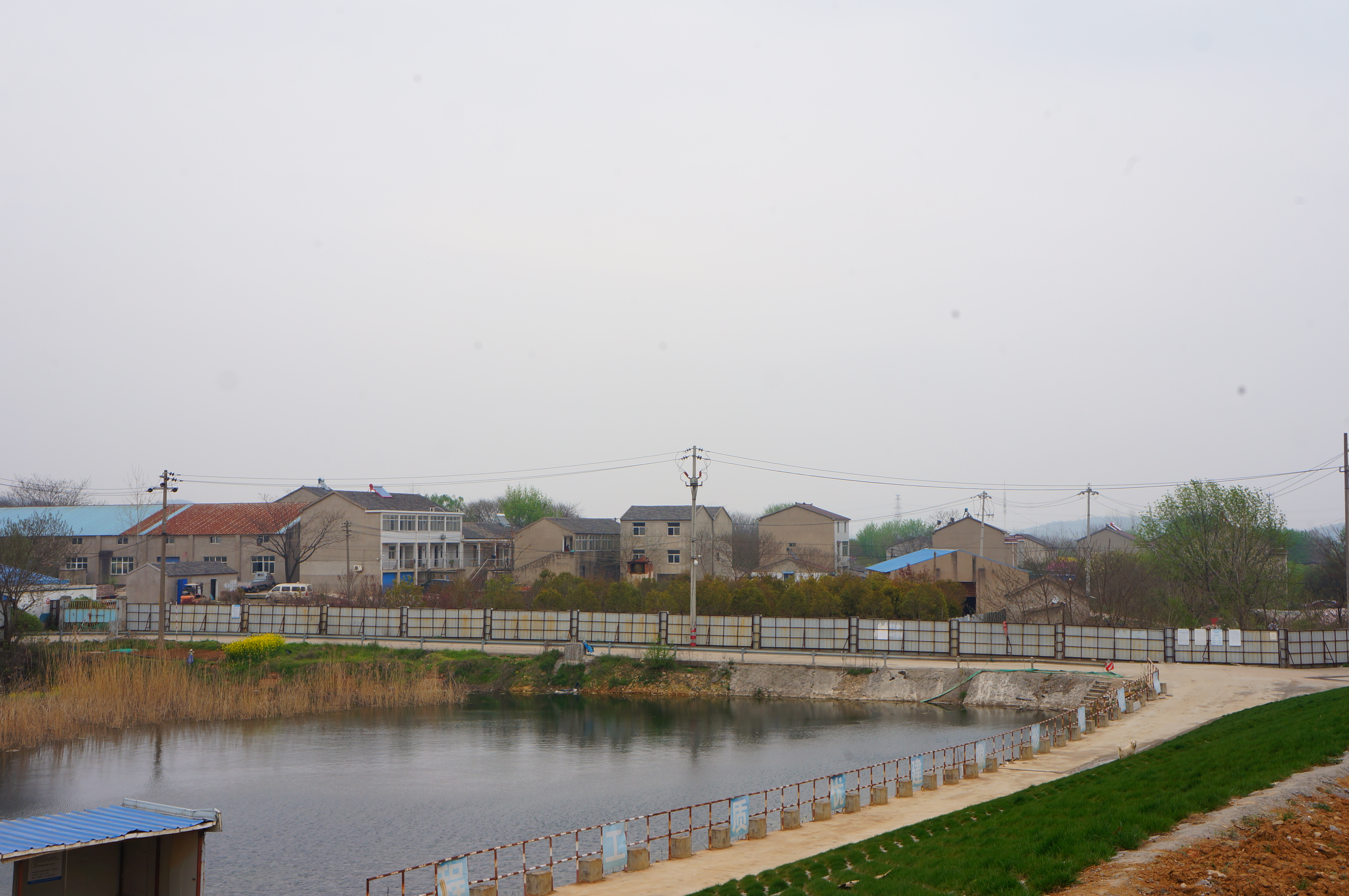
车站附近的西流村

车站在开通初期周边为农田和荒地，虽然周边1公里即为东郊小镇、银亿东城、锦绣花园、麒麟山庄等近10万人的人口聚居区。但由于车站的相关配套设施一直未能及时建设，使得周围居民陷入“有地铁不能乘”的困境：从居住地到地铁站只有一条路况糟糕的小路，全长3千米，骑电动车也至少需要十余分钟，使得车站客流稀少。因此有部分媒体质疑该站规划不合理，“对周边人口聚集区视而不见”。对此地铁方面回应称车站周边将会建设地铁小镇，需要超前规划；同时当地市政部门对通往车站的道路进行了整修，但车站的利用状况并没有得到明显的提高。2018年4月17日，《现代快报》记者坐地铁从灵山站下车，发现这里的确有不少待开发的荒地，但并没有部分网友想象得那般“荒凉恐怖”。从2号口出来，旁边就是地铁灵山控制中心大厦，大厦门前一直有保安值守。

## 接驳交通

### 公交
| 灵山地铁站（近2、3出口） | 灵山地铁站（近2、3出口） | 灵山地铁站（近2、3出口） | 灵山地铁站（近2、3出口） | 灵山地铁站（近2、3出口） |
| 编号                     | 路线                     | 路线                     | 路线                     | 备注                     |
| ------------------------ | ------------------------ | ------------------------ | ------------------------ | ------------------------ |
| 720                      | 灵山地铁站               | ⇆                        | 地铁仙林中心站           |                          |
| 805                      | 天旺路                   | ⇆                        | 灵山地铁站               | 原 901                   |

## 周边
- 南京地铁灵山控制中心
- 西流村
- 灵山根